# Hatti (lãnh thổ)
Hatti là tên một vùng đất cổ thuộc khu vực trung tâm Anatolia, Thổ Nhĩ Kỳ ngày nay. Đây là nơi sinh sống của nhóm người Hattians, nhóm người cổ đại đã định cư tại Hatti từ trước thời vương triều Akkadian của vua Sargon Đại đế (thế kỷ 23 trước Công Nguyên). Tới khoảng năm 2000-1700 trước Công Nguyên, nhóm người Hattians dần dần bị sáp nhập vào dân tộc Ấn-Âu Hittites, dân tộc sau đó gắn liền với vùng đất Hatti.